# Shaddai typicus
Shaddai typicus är en insektsart som beskrevs av William Lucas Distant 1918. Shaddai typicus ingår i släktet Shaddai och familjen dvärgstritar. Inga underarter finns listade i Catalogue of Life.